# Carla Ruocco
Carla Ruocco (Napoli, 28 luglio 1973) è una politica italiana.

## Biografia
Dopo essersi diplomata nel 1991 al Liceo classico Umberto I di Napoli con il voto di 60/60, consegue nel 1996 la laurea in Economia e commercio all'Università Federico II di Napoli ottenendo la lode e menzione speciale per la carriera.
Abilitata alla professione di dottore commercialista, lavora da revisore dei conti in una multinazionale americana, revisionando bilanci di società, banche ed enti pubblici. 
In seguito lavora nel ruolo di controller presso una società multinazionale farmaceutica.
Vince due concorsi all'Agenzia delle entrate come internal auditor e come funzionario amministrativo-tributario. In quest'ultima veste lavora presso la Direzione Centrale Accertamento

## Attività politica

### XVII Legislatura
Candidata per il Movimento 5 Stelle alle consultazioni politiche del 2013 viene eletta deputata nella XVII legislatura della Repubblica Italiana nella circoscrizione XV Lazio 1.
Membro della VI Commissione (Finanze), dal 7 maggio 2013 al 22 marzo 2018, ne ricopre la carica di Vice Presidente dal 7 maggio 2013 al 20 luglio 2015.
Dal 21 giugno 2013 al 22 marzo 2018 è stata membro della Commissione parlamentare di vigilanza sull'anagrafe tributaria.
Dal 26 marzo 2013 al 7 maggio 2013 è stata membro della Commissione speciale per l'esame di atti del Governo.
Il 28 novembre 2014, a seguito di votazione on line, è designata tra i membri del "Comitato Operativo del Movimento 5 Stelle", un gruppo di cui fanno parte, inoltre, Alessandro Di Battista, Luigi Di Maio, Roberto Fico e Carlo Sibilia. Nel comitato riveste il ruolo di referente per i rapporti con la piccola e media impresa.
Il 20 gennaio 2017, partecipa ad un dibattito con il conservatore britannico Adam Holloway e il ministro degli affari esteri finlandese Timo Soini, è la prima esponente del M5S ad essere invitata al Forum economico mondiale di Davos.
Il 27 settembre 2017 viene nominata commissaria della Commissione bicamerale d'inchiesta sul sistema bancario e finanziario.

### XVIII Legislatura
Con 1691 voti alle primarie online del partito, risultando la più votata fra i candidati alla Camera, viene nuovamente candidata nella circoscrizione Lazio 1, venendo quindi rieletta deputata per la XVIII legislatura.
Il 21 giugno 2018 viene eletta membro e presidente della 6ª Commissione Finanze della Camera dei deputati.
Il 19 settembre 2018 presenta la proposta di legge "Misure di semplificazione fiscale, sostegno all'economia reale e contrasto all'evasione fiscale", prima firmataria assieme a Alberto Gusmeroli et al.
Il 6 febbraio 2020 viene nominata Presidente della Commissione bicamerale d'inchiesta sul sistema bancario e finanziario.
Il 14 febbraio 2020 si dimette dalla presidenza della Commissione Finanze in quanto contraria all'accettazione di doppi incarichi politici.
Il 21 giugno 2022 segue la scissione di Luigi Di Maio dal Movimento 5 Stelle, a seguito dei contrasti tra lui e il presidente del M5S Giuseppe Conte, per aderire a Insieme per il futuro (Ipf).